# Xenofrea basitriangularis
Xenofrea basitriangularis är en skalbaggsart som beskrevs av Néouze och Tavakilian 2005. Xenofrea basitriangularis ingår i släktet Xenofrea och familjen långhorningar. Inga underarter finns listade i Catalogue of Life.